# Saltus
Le saltus est pour les Romains et les Gallo-Romains une terre non cultivée ou sauvage (espaces plus ou moins boisés), éventuellement vouée à l'élevage ou plus précisément au pacage. 
En latin, saltus peut aussi désigner :
- une zone boisée ou enforestée (exemple : silvestres saltus[1]) ;
- une gorge ou un défilé (exemple : saltus Thermopylarum[2]).

Dans les paysages ruraux européens, il se distingue de :
- l'ager (champ cultivé) ;
- l'hortus (espaces jardinés) ;
- la silva (forêt seigneuriale, monastique ou paysanne).

Un saltus (dans leur région d'origine ou ailleurs) pouvait être offert aux légionnaires romains en fin de carrière. Ceci a fait partie du processus de colonisation et romanisation de terres de l'Empire romain.

## Étymologie
L'origine de cet usage du mot n'est pas claire, saltus, signifiant originellement « saut, bond, bondissement » (Dare saltum :  sauter, faire un saut - Fera saltu fertur super venabula (Virgile) : La beste sauvage saulte par dessus, etc.)
Le saltator désignait en outre pour les gallo-romains un danseur, carroleur, ou baleur.
Le mot a pu évoquer le désordre apparent de la nature (par exemple : Saltuatim scribere chez Lucius Cornelius Sisenna est traduit par « Escrire une chose sans ordre comme il vient à la mémoire » par Albert Estienne). Le saltus pourrait alors être le lieu du désordre de la vie sauvage par opposition à l'ordre que le cultivateur veut imposer à la nature.
De nombreuses communes et lieux-dits semblent avoir un nom pouvant dériver du mot saltus (voir exemples en Europe et Amérique), mais le mot peut aussi être assimilé aux sauts que font les fleuves au niveau de leurs biefs naturels.

## Saltus et agriculture
- En première approche, le saltus désignait généralement des prairies, des steppes ou landes incultes ainsi que certaines zones humides où l'on fait paître le bétail. Mais plus largement, des éléments boisés (haies, arbres isolés) peuvent être constitutifs du saltus dans la mesure où ils ont une vocation agricole. Si l'alimentation du bétail est la finalité première du saltus, qui en justifie la gestion par l'homme, d'autres fonctions sont couramment associées au saltus : abris pour les animaux (coupe-vent, protection contre le soleil), fourniture de matériaux de construction (joncs), de petit bois de chauffage (haie) voire de fruits et champignons exploités sur un régime de cueillette.

- Fonctionnellement, la végétation composant le saltus est capable de boucler les cycles de nutriments de manière autonome : elle ne dépend pas d'apports extérieurs pour croître et perdurer dans le temps. De ce point de vue, elle se rapproche fondamentalement de la silva. Mais sa finalité agricole l'en distingue et la pression de pâturage et de prélèvements divers confère au saltus un caractère ouvert ou semi-ouvert en termes de paysages. Sans le maintien d'une gestion agricole et pastorale, le saltus évoluera spontanément vers un couvert forestier plus ou moins dégradé. À l'inverse, le saltus peut faire l'objet d'une pression de pâturage excessive ou d'une gestion non durable (non entretien ou surexploitation des haies).

- Le saltus joue un rôle essentiel dans les transferts de fertilité au sein des écosystèmes cultivés. La biomasse produite par le saltus est valorisée par les animaux domestiques et transférée sous forme de fumier soigneusement collecté et épandu dans les champs cultivés constitutifs de l'ager. Historiquement, le saltus fut un élément indispensable du fonctionnement des systèmes polyculture-élevage.

L'apparition des engrais de synthèse permet de se passer de cette fonction de « puits de fertilité » du saltus, mais dans de nombreux systèmes contemporains, il continue de jouer un rôle plus ou moins important à la fourniture d'une biomasse certes consommatrice de main d'œuvre et de savoir-faire, mais aussi non consommatrice d'intrants et d'énergie fossile.
- Plus globalement, dans une approche d'écologie du paysage, les éléments paysagers constitutifs du saltus pourront accueillir des oiseaux ou insectes régulant les ravageurs des cultures. Les rapaces nichant dans les haies ou les arbres isolés réguleront les populations de campagnols qui détruisent les prairies de l'est de la France.